# Campitello
Campitello (korsisch Campitellu) ist eine Gemeinde mit 108 Einwohnern (Stand 1. Januar 2022) auf der französischen Insel Korsika.
Das Bergdorf liegt auf rund 560 m über dem Meeresspiegel, 450 Meter über dem linken Ufer des Flusses Golo, und ist durch Straßenverbindungen mit Bigorno im Westen und Volpajola im Osten verbunden.

## Sehenswürdigkeiten
- Marienstatue[1]
- Kirche St. Peter (Église Saint-Pierre)
- Kapelle der Unbefleckten Empfängnis (Chapelle de l’Immaculée-Conception) im Ortsteil Bagnolu
- Kapelle St. Rochus (Chapelle Saint-Roch) im Ortsteil Panicale

## Bevölkerungsentwicklung
| Jahr      | 1962 | 1968 | 1975 | 1982 | 1990 | 1999 | 2007 | 2016 |
| Einwohner | 125  | 143  | 119  | 102  | 91   | 103  | 101  | 117  |

## Wirtschaft
Auf dem Gemeindegebiet gelten kontrollierte Herkunftsbezeichnungen (AOC) für Brocciu-Käse, Honig (Miel de Corse – Mele di Corsica), Olivenöl (Huile d’olive de Corse – Oliu di Corsica) und Kastanienmehl (Farine de châtaigne corse – Farina castagnina corsa) sowie geschützte geographische Angaben (IGP) für Wein (Ile de Beauté blanc, rosé oder rouge und Méditerranée blanc, rosé und rouge).